# Mateusz Fórmański
Mateusz Fórmański (ur. 22 lutego 1991) – polski lekkoatleta specjalizujący się w biegach sprinterskich.
Trenuje w ZLKL Zielona Góra. W 2010 reprezentował Polskę na mistrzostwach świata juniorów – indywidualnie dotarł do półfinału biegu na 400 metrów oraz był w składzie sztafety 4 x 400 metrów, która zajęła w Moncton ósmą lokatę. Jako członek sztafety 4 x 400 metrów znalazł się w gronie reprezentantów Polski na halowe mistrzostwa Europy w Paryżu (2011). Wicemistrz Europy do lat 23 w biegu rozstawnym 4 x 400 metrów z 2011. 
Złoty medalista mistrzostw Polski juniorów (Białystok 2010 – bieg na 400 metrów oraz sztafeta 4 x 400 m). Złoty medalista halowych mistrzostw Polski juniorów w biegu na 200 metrów z 2009 oraz srebrny medalista ogólnopolskiej olimpiady młodzieży na tym samym dystansie z 2008.
Rekordy życiowe w biegu na 400 metrów: stadion – 46,17 (2 lipca 2011, Gdańsk i 12 czerwca 2011, Kraków); hala – 47,50 (20 lutego 2011, Spała). 

## Osiągnięcia
| Rok  | Impreza                                 | Miejsce   | Konkurencja        | Lokata     | Wynik   |
| ---- | --------------------------------------- | --------- | ------------------ | ---------- | ------- |
| 2010 | Mistrzostwa świata juniorów             | Moncton   | bieg na 400 m      | półfinał   | 47,09   |
| 2010 | Mistrzostwa świata juniorów             | Moncton   | sztafeta 4 x 400 m | 8. miejsce | 3:11,80 |
| 2011 | Halowe mistrzostwa Europy               | Paryż     | sztafeta 4 x 400 m | 5. miejsce | 3:09,31 |
| 2011 | Superliga drużynowych mistrzostw Europy | Sztokholm | sztafeta 4 x 400 m | 4. miejsce | 3:04,42 |
| 2011 | Młodzieżowe mistrzostwa Europy          | Ostrawa   | bieg na 400 m      | 6. miejsce | 46,33   |
| 2011 | Młodzieżowe mistrzostwa Europy          | Ostrawa   | sztafeta 4 x 400 m | 2. miejsce | 3:03,62 |
| 2014 | Superliga drużynowych mistrzostw Europy | Brunszwik | sztafeta 4 x 400 m | 5. miejsce | 3:03,93 |